# Hannah Montana Forever (soundtrack)
Hannah Montana Forever is het soundtrackalbum voor het vierde en laatste seizoen van de Disney Channel-serie Hannah Montana, dat in juli 2010 in première is gegaan. Alle nummers op het album zijn gezongen door actrice Miley Cyrus.
Het album werd uitgebracht op 15 oktober 2010 door Walt Disney Records. De muziek is samengesteld door verschillende songwriters en componisten. De soundtrack varieert in muzikale compositie en lyrische thema's. Drie tracks op Hannah Montana Forever zijn duetten met Iyaz, Sheryl Crow, en Billy Ray Cyrus.
De lead single van het album is "Ordinary Girl", die de 91e plaats op de Billboard Hot 100 haalde. 

## Tracklist
| 1.                 | Gonna Get This (featuring Iyaz)               | Niclas Molinder, Joacim Persson, Johan Alkenas, Drew Ryan Scott,     | 3:17 |
| 2.                 | Que Sera                                      | Toby Gad, BC Jean, Denise Rich                                       | 3:00 |
| 3.                 | Ordinary Girl                                 | Gad, Arama Brown                                                     | 2:58 |
| 4.                 | Kiss It Goodbye                               | Molinder, Persson, Jakob Hazell, Charlie Masson, Christoffer Wikberg | 2:45 |
| 5.                 | I'll Always Remember You                      | Mitch Allan, Jessi Alexander                                         | 3:53 |
| 6.                 | Need a Little Love (featuring Sheryl Crow)    | Jaime Houston                                                        | 3:55 |
| 7.                 | Are You Ready                                 | Gad, Jean, Lyrica Anderson                                           | 3:16 |
| 8.                 | Love That Lets Go (featuring Billy Ray Cyrus) | Adam Anders, Nikki Hassman,                                          | 3:07 |
| 9.                 | I'm Still Good                                | Jennie Lurie, Aris Archontis, Chen Neeman                            | 3:18 |
| 10.                | Been Here All Along                           | Lurie, Archontis, Neeman                                             | 4:02 |
| 11.                | Barefoot Cinderella                           | Houston, James Dean Hicks                                            | 2:57 |
| Totale duur: 36:28 |                                               |                                                                      |      |

| Nr. | Titel         | Schrijver(s)          | Duur |
| --- | ------------- | --------------------- | ---- |
| 12. | Wherever I Go | Adam Watts, Andy Dodd | 3:29 |

| Nr. | Titel                                | Duur |
| --- | ------------------------------------ | ---- |
| 12. | Are You Ready (Almighty Radio Remix) | 3:55 |

| Nr. | Titel                                             | Duur |
| --- | ------------------------------------------------- | ---- |
| 12. | Are You Ready (Soul Seekerz Full Length Club Mix) | 6:45 |